# Adolphe de Chambrun
Pour les articles homonymes, voir Chambrun.
Adolphe de Chambrun (10 août 1831, Marvejols - 13 septembre 1891, New York) est un historien, juriste et écrivain français.

## Biographie
Élève de l'École des chartes, il y obtient le diplôme d'archiviste paléographe en soutenant une thèse intitulée Étude sur le développement des juridictions ecclésiastiques du IXe au XIVe siècle et sur l’origine de l’appel comme d’abus (1854).
Parti aux États-Unis en 1865, il est l'ami du président Abraham Lincoln. Après la chute du Second empire, il est attaché juridique à l'ambassade de France à Washington.
Il est l'auteur de deux ouvrages sur le système politique américain.
Marié à Hélène Marthe Tircuy de Corcelle (1832-1902), fille de Francisque de Corcelle et de Mélanie de Lasteyrie du Saillant, elle-même petite-fille de La Fayette, il a quatre enfants :
- Thérèse (1860-1948), mariée le 12 août 1895 à Paris avec Pierre Savorgnan de Brazza ;
- Pierre, marquis de Chambrun (1865-1954), marié le 12 décembre 1895 à Cincinnati (États-Unis), avec Margaret Rives Nichols ;
- Aldebert de Chambrun, officier général.
- Louis Charles de Chambrun (1875-1952), diplomate, marié le 22 novembre 1934 à Rome avec Marie de Rohan-Chabot.